# Giuseppe Fraschina
Giuseppe Fraschina (* 10. Januar 1817 in Bosco Luganese; † 31. März 1891 ebenda) war ein Schweizer Architekt und Ingenieur.

## Leben und Werk
Er war Sohn des Agostino, Baumeisters, und der Cattarina Nobile. Nach dem Besuch des Lyzeums in Como studierte er erst an der Accademia di Belle Arti di Brera in Mailand und schloss das Studium am Polytechnikum Wien ab. 1852 bis 1877 war er Lehrer für Architektur und Landvermessung am Gymnasium von Lugano. Damit und mit seinen biografischen Werken über seinen Onkel Pietro Nobile sowie über Domenico Fontana war der Architekturkritiker und -lehrer, der selbst aus einer Architektenfamilie stammte, vorbildhaft für nachkommende Generationen von Architekten in einer Zeit, in der in der italienischen Schweiz kein formales Fachstudium bestand.

## Schriften
- Biografia di Pietro Nobile. Lugano 1872.
- Biografia di Domenico Fontana. Im Educatore della Svizzera italiana, Bellinzona 1879.